# أمجاد (اسم)
أَمْجَاد هو اسم علم من أصل عربي، وجاء الاسم على صيغة الجمع (المفرد: مَجْد، مَجِيْد)، ومعناه هو العز والرفعة.